# Zorgvlietmolen
De Zorgvlietmolen is een windmolen in het Belgisch dorp Molenbeersel.
In 1817 werd toestemming verleend aan Mathieu Hoeken van Rotem en landbouwer Jean Smeets voor het bouwen van een windmolen door de gedeputeerde Staten van Limburg. Oorspronkelijk was dit een houten zestienkante bovenkruier.
De belt werd in 1919 verhoogt en op de oude romp liet Godfried Truyen-Smeyers de oude zestienkantekante bovenkruier vervangen door de huidige stenen beltmolen.
In 2019 is de oude invaart vervangen.

## Eigenaren
- Familie Bertha Truijen-Swillens, in beheer aan vzw Molenzorg & Molenmuseum Molenbeersel
- Sinds 2018 is de molen door de erfgename verkocht aan Peter en Sonja Deckers. Het beheer is bij de vzw Molenzorg & Molenmuseum Molenbeersel gebleven.
- Na de verbouwingswerkzaamheden is de molen in 2020 opnieuw geopend.

## Fotogalerij

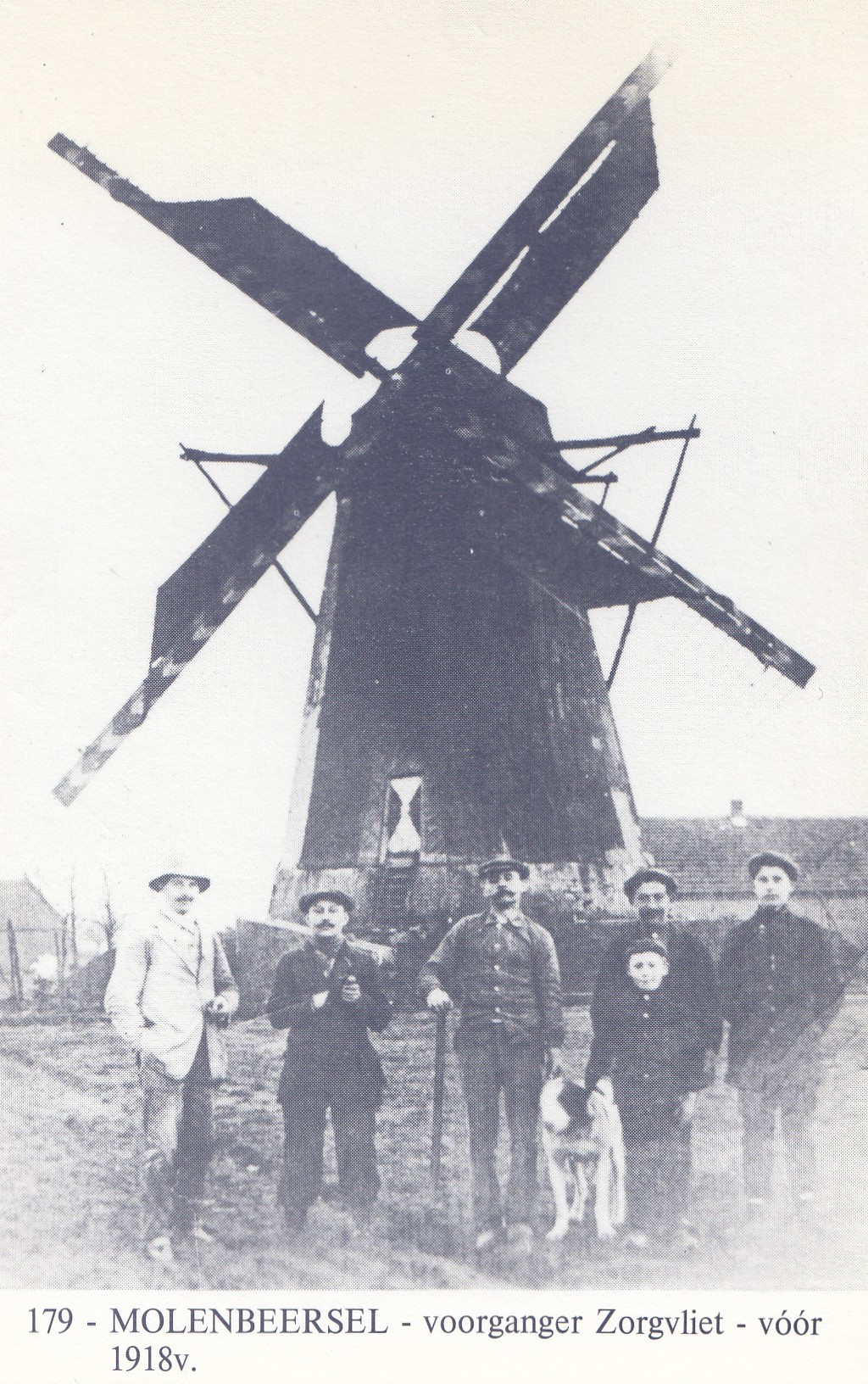
De houten voorganger van de huidige Zorgvlietmolen in Molenbeersel voor 1918
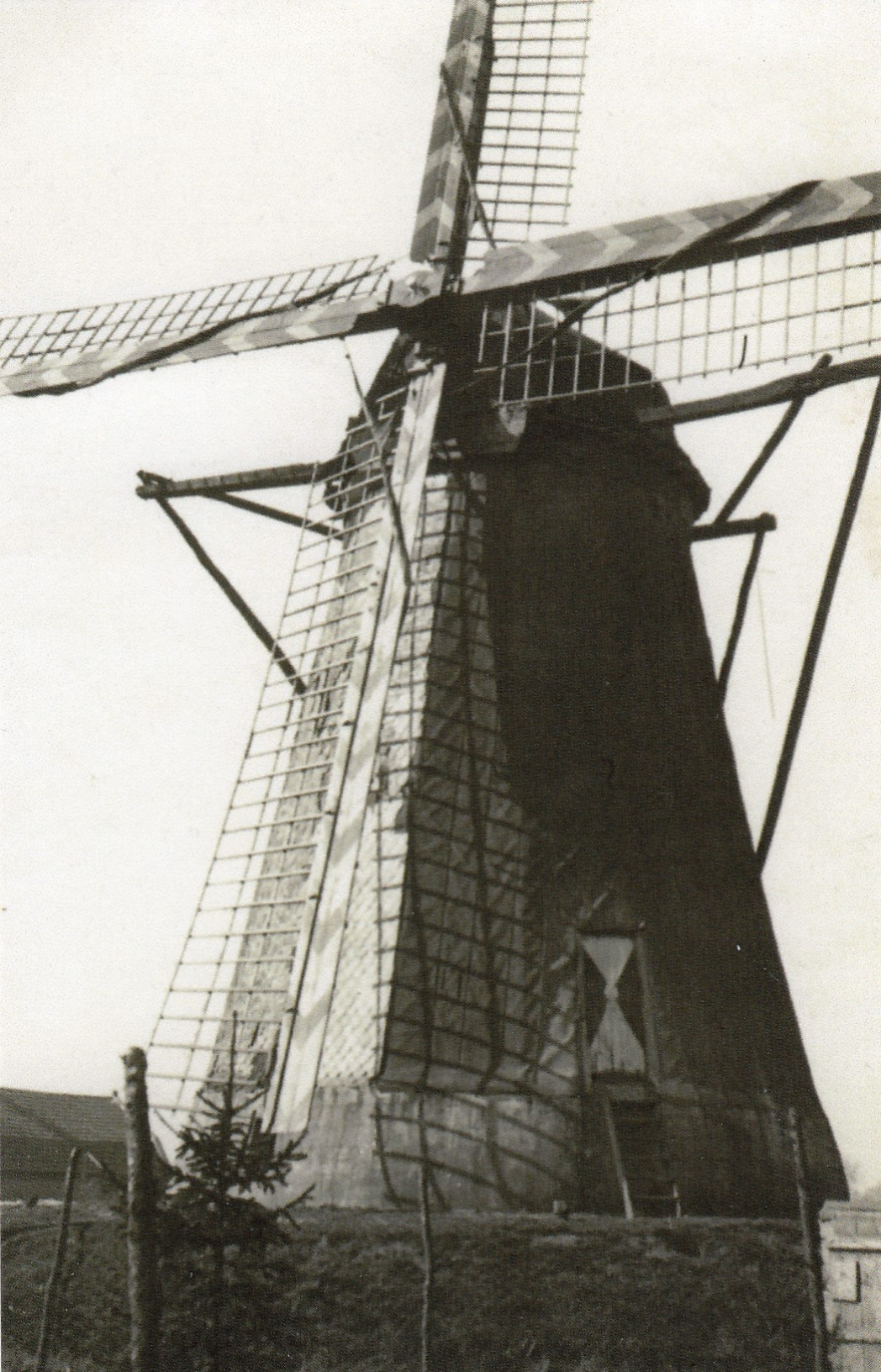
De verdwenen houten voorganger van de huidige Zorgvlietmolen in Molenbeersel dewelke bestond van 1817 tot 1919.
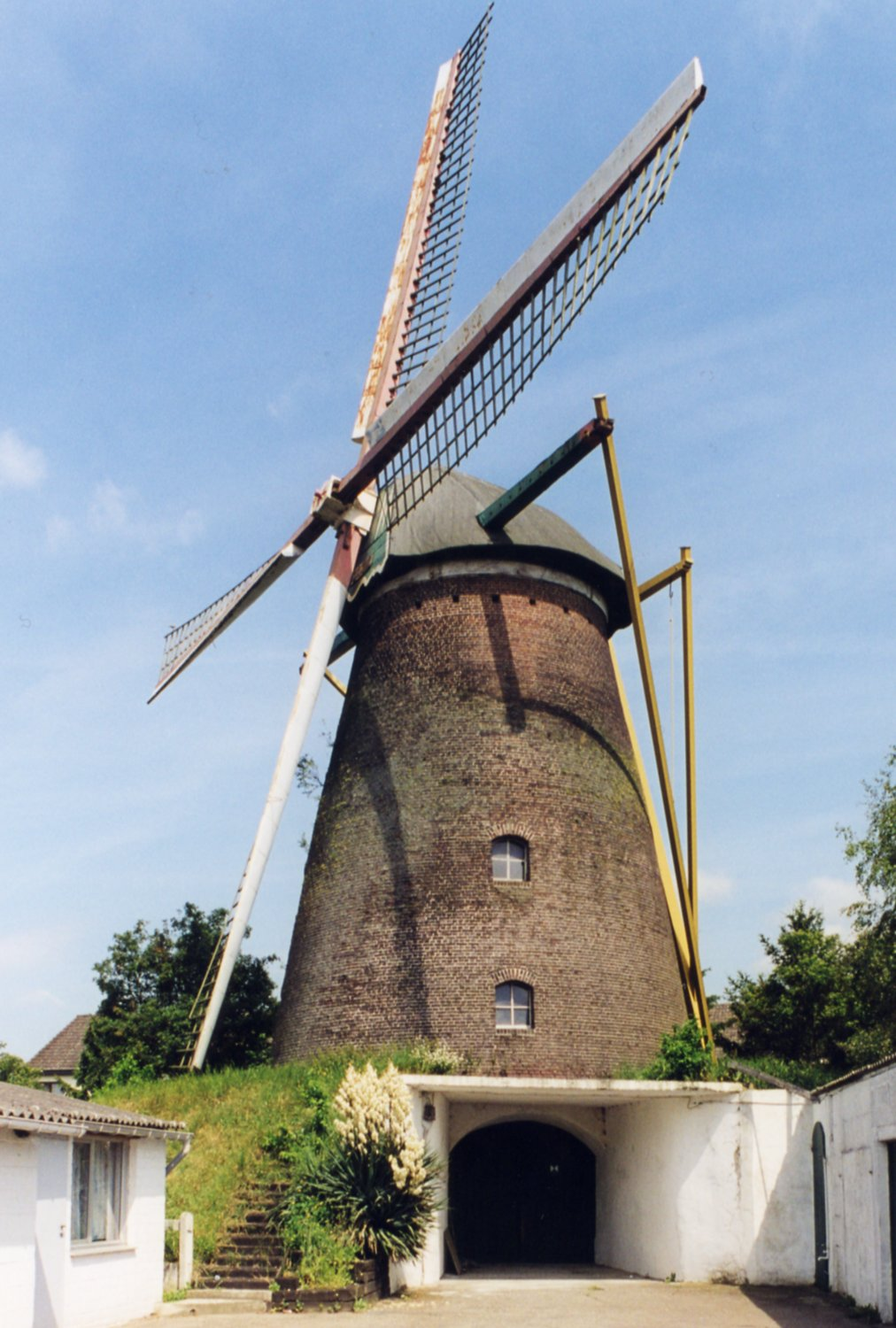
De Zorgvlietmolen als stenen beltmolen in 2005 (voor de renovatie)

- Inventaris van het Bouwkundig Erfgoed (Vlaanderen): 72246